# Jiang Yonghua
Jiang Yonghua, född den 7 september 1973 i Jixi, Kina, är en kinesisk tävlingscyklist som tog silver i linjeloppet vid olympiska sommarspelen 2004 i Aten.